# Moita (Francia)
Moita (in francese Moïta, in corso Moita) è un comune francese di 83 abitanti situato nel dipartimento dell'Alta Corsica nella regione della Corsica.

## Società

### Evoluzione demografica
Abitanti censiti